# 20,000 فرسخ تحت الماء (فلم 1916)
20،000 فرسخ تحت الماء (بالإنجليزية: 20,000 Leagues Under the Sea) هو فيلم صامت أمريكي من إخراج ستيوارت باتون. قصة الفيلم مبنية على أحداث رواية عشرون ألف فرسخ تحت الماء لجول فيرن. أختير في عام 2016، للاحتفاظ به داخل السجل الوطني للأفلام بالولايات المتحدة الأمريكية.

## روابط خارجية
- 20,000 فرسخ تحت الماء على موقع IMDb (الإنجليزية)
- 20,000 فرسخ تحت الماء على موقع روتن توميتوز (الإنجليزية)
- 20,000 فرسخ تحت الماء على موقع نتفليكس (الإنجليزية)
- 20,000 فرسخ تحت الماء على موقع فيلمافينيتي (الإسبانية)
- 20,000 فرسخ تحت الماء على موقع قاعدة بيانات الأفلام السويدية (السويدية)
- 20,000 فرسخ تحت الماء على موقع قاعدة بيانات الفيلم (الإنجليزية)
- 20,000 فرسخ تحت الماء على موقع ليتربوكسد (الإنجليزية)
- 20,000 فرسخ تحت الماء على موقع كينوبويسك (الروسية)